# Tom Bolack
Thomas Felix „Tom“ Bolack  (* 18. Mai 1918 im Cowley County, Kansas; † 20. Mai 1998 in Farmington, New Mexico) war ein US-amerikanischer Politiker und von 1962 bis 1963 Gouverneur des Bundesstaates New Mexico.

## Frühe Jahre
Tom Bolack besuchte zwar einige öffentliche Schulen; das meiste Schulwissen hat er sich aber selbst durch Fernkurse angeeignet. Schon bald wurde er ein erfolgreicher Geschäftsmann in der Öl- und Gasbranche. In Albuquerque unterhielt er mit den Albuquerque Dukes eine eigene Baseball-Mannschaft sowie ein Naturkundemuseum.

## Politische Laufbahn
Bolack war Mitglied der Republikanischen Partei. Zwischen 1952 und 1954 amtierte er als Bürgermeister von Farmington. Von 1956 bis 1958 gehörte er dem Repräsentantenhaus von New Mexico an. 1957 kandidierte er erfolglos für einen Sitz im US-Repräsentantenhaus. Im November 1960 wurde er zum neuen Vizegouverneur seines Staates gewählt. Nach dem Rücktritt von Gouverneur Edwin L. Mechem am 30. November 1962 musste Bolack dessen noch bis zum 1. Januar 1963 laufende Amtszeit beenden. In dieser Zeit ernannte er seinen Vorgänger Mechem zum US-Senator. Am 1. Januar 1963 übergab er das Amt des Gouverneurs an den im November 1962 neu gewählten Jack M. Campbell.

## Weiterer Lebenslauf
Nach dem Ende seiner Gouverneurszeit zog sich Bolack weitgehend aus der Politik zurück. Er widmete sich seinen geschäftlichen Tätigkeiten. Im Jahr 1976 gehörte er allerdings einer Kommission zur Verbesserung der Wahlgesetze von New Mexico an. Im Jahr 1985 erlitt er einen Schlaganfall, der ihn an den Rollstuhl fesselte. Tom Bolack verstarb im Mai 1998, zwei Tage nach seinem 80. Geburtstag. Er war mit Alice Schwertfeger verheiratet, mit der er drei Kinder hatte.